# جبل النور
جبل النور من أهم الأماكن في تاريخ الإسلام وسيرة نبيه محمد ﷺ؛ يقع شمال شرقي المسجد الحرام على مسافة أربعة كيلومترات، وفي أعلى قمة الجبل من الناحية الجنوبية الغربية يقع غار حراء الذي كان النبي ﷺ يخلو فيه بنفسه ليتعبد قبل البعثة؛ وفيه نزل عليه الوحي بأول آية في القرآن: ﴿اقْرَأْ بِاسْمِ رَبِّكَ الَّذِي خَلَقَ ۝١﴾.

## طبيعة الجبل
يرتفع الجبل 642 متراً عن مستوى سطح البحر. ينحدر انحداراً شديداً من 380 متراً حتى يصل إلى مستوى 500 متر، ثم يستمر في الانحدار على شكل زاوية قائمة حتى قمة الجبل. تبلغ مساحته خمسة كيلومترات و 250 متراً مربعاً. وتشبه قمته قبةً أو سنامَ جمل.

## غار حراء

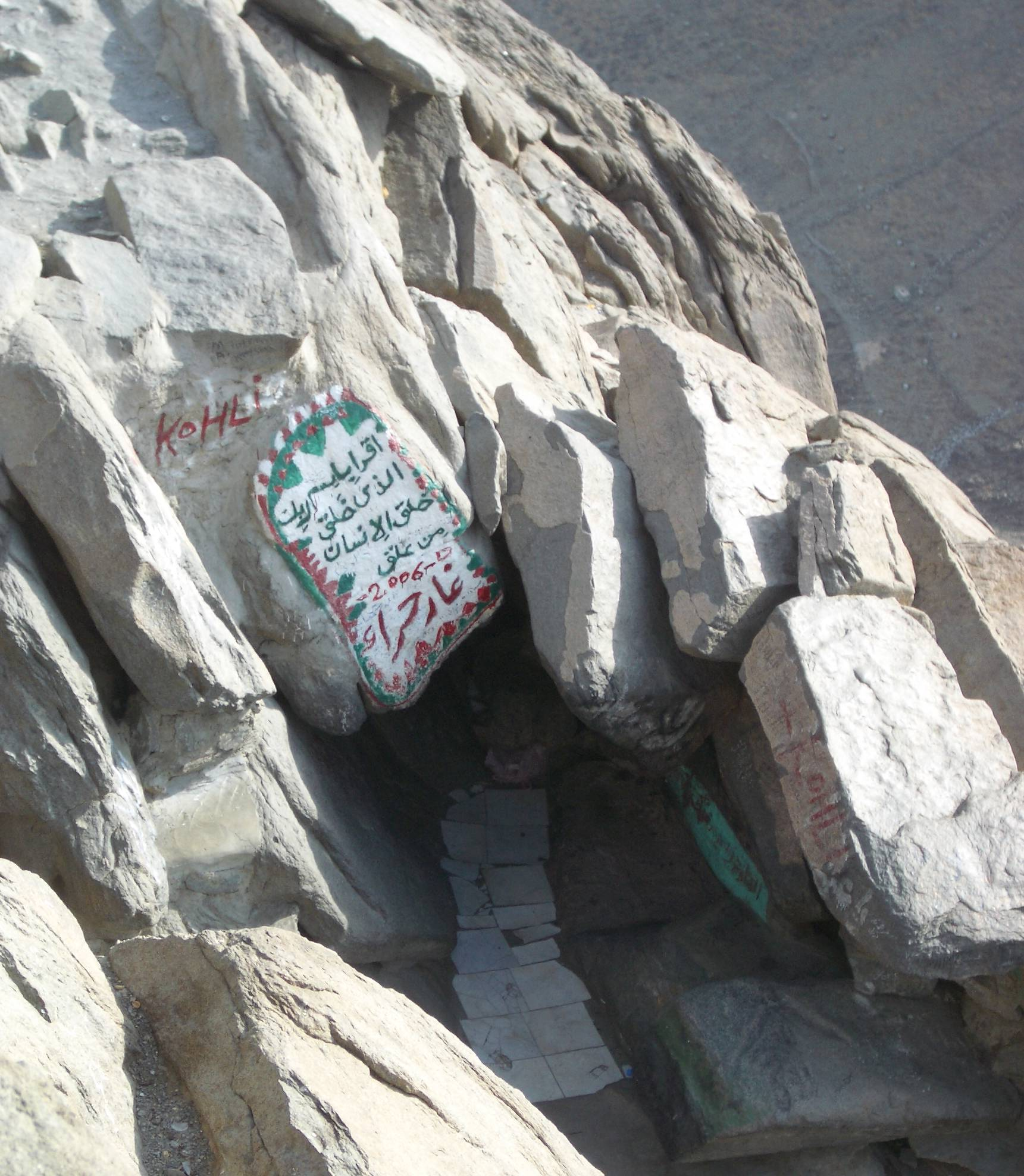
مدخَل غار حِراء في جبل النور.

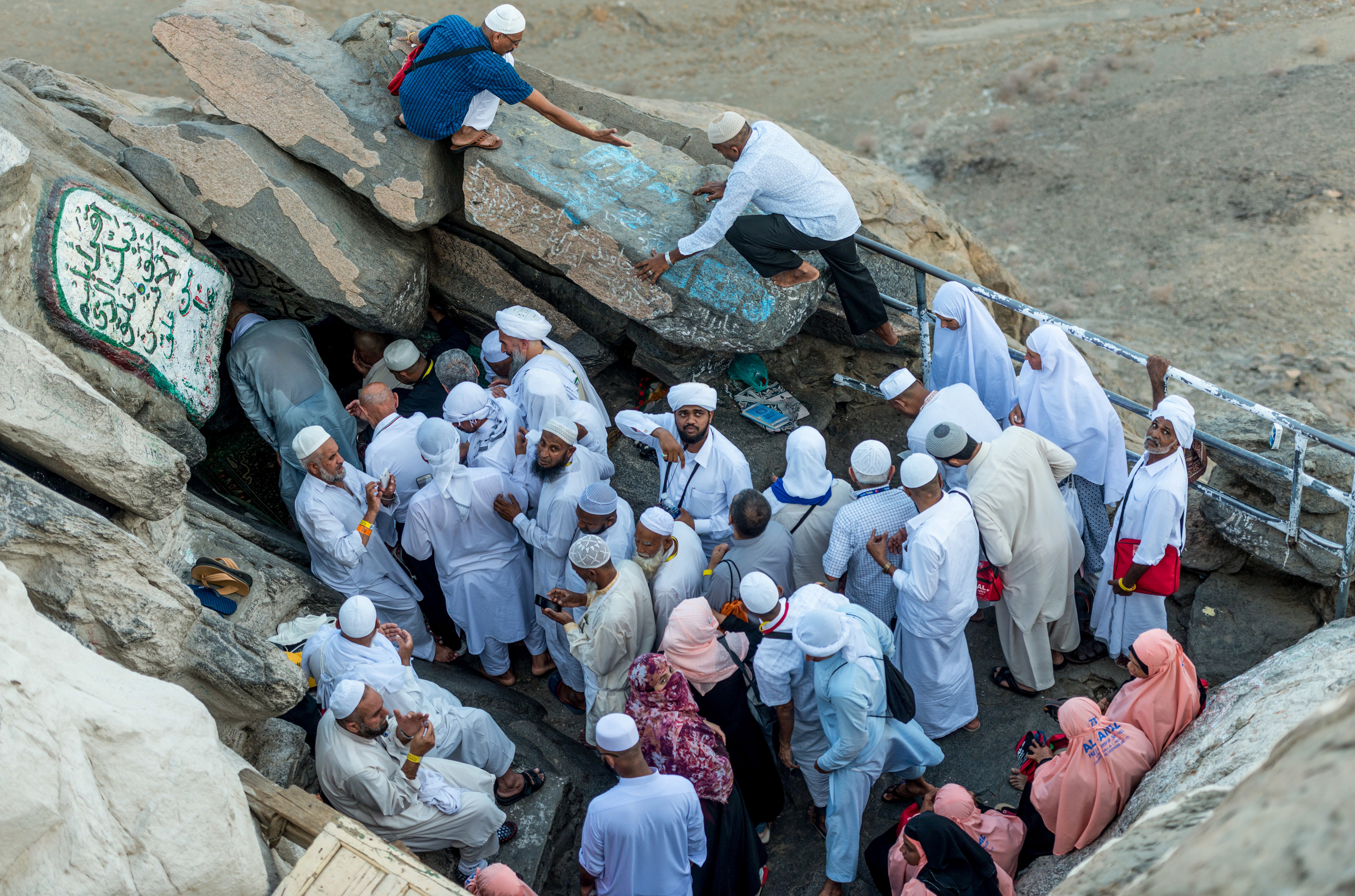
الناس يَدخلون إلى غار حراء.

يقع غار حراء في أعلى جبل النور، وهو الغار الذي كان النبي محمد صلى الله عليه وسلم يتعبد به كل عام قبل نزول الوحي، وهو عبارة عن فجوة في الجبل، بابها نحو الشمال، وطولها أربعة أذرع وعرضها ذراع وثلاثة أرباع،[3] ويسع لخمسة أشخاص فقط وهم يجلسون بداخله في آن واحد.